# ボス・ベイリー
ボス・ベイリー（Rodney "Boss" Bailey、1979年10月14日 - ）はジョージア州フォークストン出身の元アメリカンフットボール選手。2003年から2008年にNFLのデトロイト・ライオンズ、デンバー・ブロンコスでプレーした。現役時代のポジションはLB。ブロンコスに所属した2008年には兄のチャンプ・ベイリーとチームメートとなった。ボスは本名ではなく祖母からつけられたあだな。

## 経歴
ジョージア大学の4年次にはディック・バトカス賞、ヴィンス・ロンバルディ賞のセミファイナリストとなり、オール・サウスイースタン・カンファレンスのファーストチームに選ばれた。
ドラフト前には大柄でスピードがありパスカバーに優れ、身体能力も高い彼は高い評価をされた。
2003年のNFLドラフト2巡でデトロイト・ライオンズに指名されて入団した。その年全16試合に先発出場し、キャリアベストの88タックル（77ソロタックル）をあげてESPN、フットボール・ダイジェストのオールルーキーチームに選ばれた。2004年はひざの怪我で全休したものの、2005年には11試合に先発出場し、58タックル、1サック、1インターセプトをあげた。2006年には全16試合に出場、そのうち8試合はストロングサイドラインバッカー、4試合はミドルラインバッカーとして先発、67タックル（51ソロタックル）、1サックをあげた。2007年には先発12試合（ストロングサイドラインバッカー）を含む15試合に出場、51タックル（37ソロタックル）、自己ベストの3.5サックをあげた。
2008年3月6日、5年間1750万ドル（800万ドルを保障）でデンバー・ブロンコスと契約し、ブロンコス史上エルドン・ダネンハウアー、ウィリアム・ダネンアフアー（1960年）、デイブ・ウィデル、ダグ・ウィデル（1990年-1992年）に次ぎ史上3組目に兄弟で同時に所属した選手となった。10月20日のニューイングランド・ペイトリオッツとのマンデーナイトフットボールで、シーズン絶望となる怪我を左ひざに負った彼は2009年6月17日にチームからカットされた。
NFLでは先発57試合を含む64試合に出場し、305タックル、7サック、2インターセプトの成績を残した。